# Nova Guinea

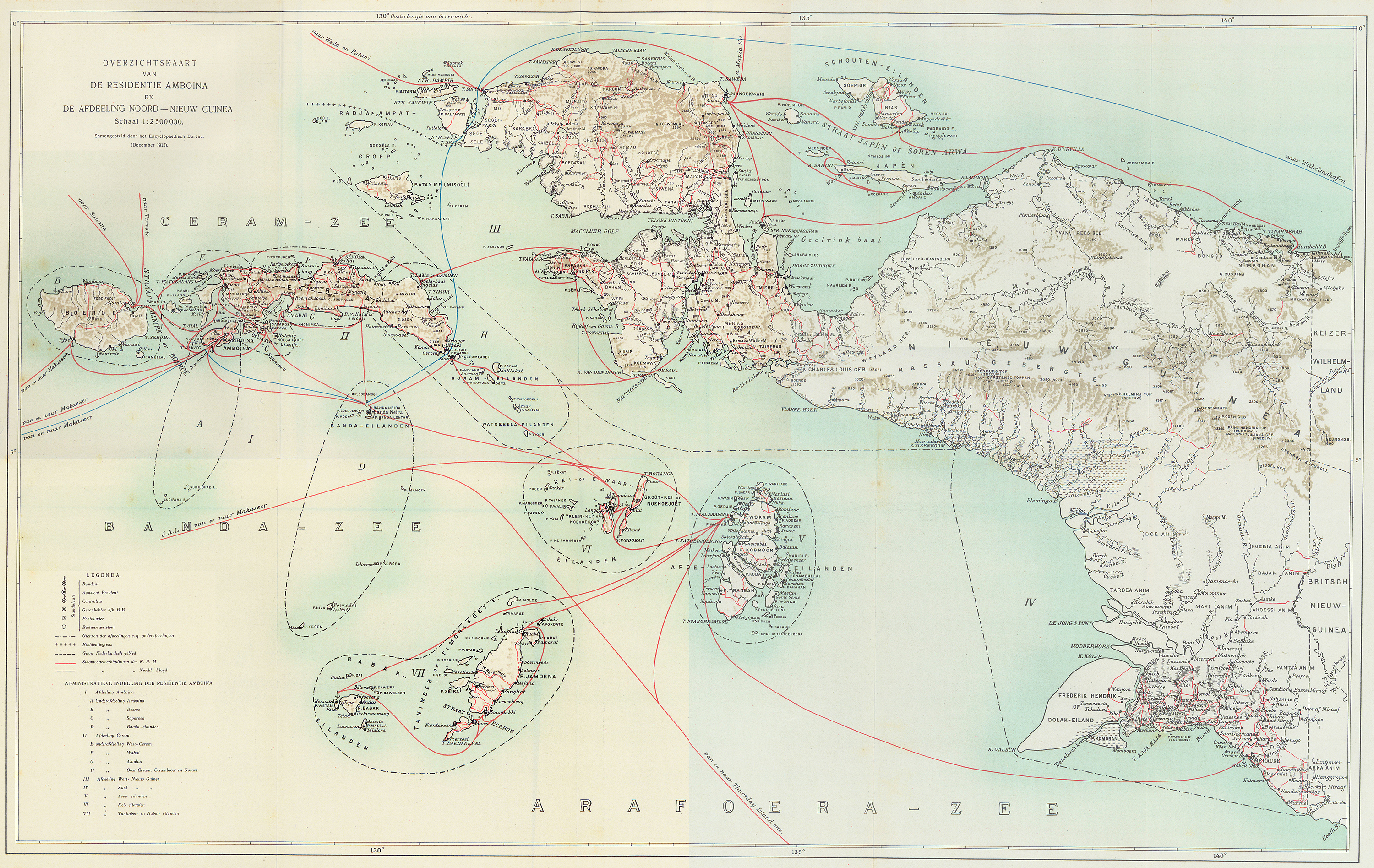
Niederländische Militärexpeditionen in Niederländisch-Neuguinea in den Jahren 1907–1915

Nova Guinea ist eine wissenschaftliche Buchreihe, in der zunächst die Ergebnisse der niederländischen Niederländisch-Neuguinea-Expeditionen der Jahre 1903, 1907, 1909, 1913, 1920 und 1926 veröffentlicht wurden. Ihr erster Herausgeber war Arthur Wichmann.
Die ersten Expeditionen wurden von der Maatschappij ter Bevordering van het Natuurkundig Onderzoek der Nederlandsche Koloniën finanziert.
Später erschien sie von 1937 bis 1959 in einer neuen Serie und wurde dann zu einer Zeitschrift umfunktioniert.
Arbeiten von Arthur Wichmann, Paul Wirz, Hendrik Willem Fischer, A. J. P. van de Broek und vielen anderen sind in ihr erschienen.

## Expeditionen (Auswahl)
- 1903 – Nord-Neuguinea Expedition unter der Leitung von Arthur Wichmann
- 1907 – Erste Süd-Neuguinea Expedition unter der Leitung von Hendrikus Albertus Lorentz
- 1909–1910 – Zweite Süd-Neuguinea Expedition unter der Leitung von H. A. Lorentz
- 1912–1913 – Dritte Süd-Neuguinea Expedition unter der Leitung von A. Franssen Herderschee
- 1920 – Zentral-Neuguinea Expedition
- 1926

## Bibliographische Angaben
- Nova Guinea. Uitkomsten der Nederlandsche Nieuw-Guinea-Expeditie in 1903, 1907, 1909, 1913, 1920 et 1926.
- Nova Guinea: Résultats de L'Expédition Scientifique Néerlandaise à la Nouvelle-Guinée-Guinée en 1903, 1907, 1909, 1913, 1920 et 1926.
- Nova Guinea, new series (n.s.), 1937–1959
- Nova Guinea: A Journal of Botany, Zoology, Anthropology, Ethnography, Geology and Palaeontology of the Papuan Region (veröffentlicht als Bände 1–10).